# Heliconius hyalina
Heliconius hyalina är en fjärilsart som beskrevs av Heinrich Neustetter 1928. Heliconius hyalina ingår i släktet Heliconius och familjen praktfjärilar. Inga underarter finns listade i Catalogue of Life.